# Hassan Muath Fallatah
Hassan Muath Fallatah (1986. január 27. –) szaúd-arábiai válogatott labdarúgó, az Es-Sabáb hátvédje.

## Pályafutása

### Klubcsapatokban

#### Es-Sabáb
2004-ben az Al-Ansar csapatából az Es-Sabábhoz igazolt. Az együttesnél töltött második szezonjában megnyerte csapatával a bajnokságot. 2008. november 30-án megszerezte első gólját az Es-Sabáb színeiben, amikor az Al-Raed ellen 4-0-ra nyertek. 2014-ben megnyerték a bajnokságot és a szuperkupát is. 2017-ben távozott az Es-Sabábtól.

#### El-Fajhá
2017. július 13-án kétéves profi szerződéssel a frissen feljutott El-Fajhához igazolt. Augusztus 10-én mutatkozott be a bajnokságban.

### A válogatottban
2006-ban mutatkozott be a válogatottban, 2018-ig 68 nemzetközi mérkőzésen 4 gólt ért el.

## Sikerei, díjai
Es-Sabáb
- Szaúd-arábiai bajnokság (2): 2005-06, 2011-12
- Szaúd-arábiai kupa (3): 2008, 2009, 2014
- Szaúdi szuperkupa (1): 2014